# Chinea
Chinea – termin ten oznacza konia, który biegnie w sposób nazywany "inochodem" (jak wskazuje pochodzenie terminu ze starofrancuskiego haquenée).
Następnie nazywano tak zwyczaj darowania papieżowi konia oraz pieniędzy za zdobycie Królestwa Neapolu. Zwyczaj ten został ustalony na mocy porozumień pomiędzy Karolem Andegaweńskim a papieżem Klemensem IV. Do jego przestrzegania król Neapolu i Sycylii zobowiązany był w przeddzień Świętego Piotra (w okresie 1265-1472 co trzy lata, a następnie co rok). Ceremonia powtarzała się aż do 1788 r., w którym minister Domenico Caracciolo ustalił, że danina będzie przekazywana papieżowi przez neapolitańskiego chargé d'affaires w Rzymie. Pomimo sprzeciwów papieża i obietnic Ferdynanda IV, tradycyjny spodsób przekazywania daru nie był praktykowany, od kiedy tron w Neapolu objął Ferdynand I. Darowizna była jednak składana regularnie co roku aż do 1855 r.